# Gyna
Gyna (лат.) — род насекомых из семейства Blaberidae отряда тараканообразных, подсемейства Gyninae. Ареал рода охватывает всю Африку южнее Сахары, острова Занзибар и Биоко.

## Описание
Тараканы с конусообразным или грушевидным телом. Бёдра без шипов, а на голенях имеются довольно многочисленные шпоры. Личинки живут в различных полостях, а имаго на деревьях. Способны образовывать большие скопления.

## Классификация
Род Gyna считают единственным представителем подсемейства Gyninae, однако возможно к нему относятся род Gynopeltis. В роде Gyna 31 вид:
- Gyna aestuans (Saussure, 1863) — Западная Африка: Сенегал, Мали, Гана;
- Gyna aetola Shelford, 1909 — крайний запад Африки: Гвинея-Бисау, Гвинея;
- Gyna bisannulata Hanitsch, 1950 — Центральная Африка: Камерун, Демократическая Республика Конго;
- Gyna caffrorum (Stål, 1856) — Южная Африка: ЮАР, Ботсвана, Намибия, Ангола, Свазиленд, Мозамбик;
- Gyna capucina Gerstaecker, 1883 — Центральная и юг Западной Африки: Либерия, Гана, Камерун, Нигерия, Республика Конго, ДР Конго, остров Биоко (Экваториальная Гвинея);
- Gyna castanea Shelford, 1909 — юг Западной Африки: Того, Камерун;
- Gyna centurio Dohrn, 1888 — Центральная Африка: Камерун, Демократическая Республика Конго;
- Gyna colini Rochebrune, 1883 — Центральная и Западная Африка: Сенегал, Гамбия, Гвинея, ДР Конго;
- Gyna costalis (Walker, 1868) — юг Западной Африки: Сьерра-Леоне, Гана, Того, Камерун, Ангола (провинция Кабинда);
- Gyna crassa Grandcolas, 1994 — юг Западной Африки: Берег Слоновой Кости (Кот-д’Ивуар);
- Gyna cyclops Hanitsch, 1930 — крайняя Восточная Африка: Сомали;
- Gyna fourcarti Grandcolas, 1994 — запад Центральной Африки: Габон;
- Gyna gloriosa (Stål, 1855) — Центральная и юг Западной Африки: Сьерра-Леоне, Гана, Камерун, Габон, ДР Конго, Ангола;
- Gyna hyalina Shelford, 1909 — Центральная Африка: Демократическая Республика Конго, Руанда, Уганда;
- Gyna incisura Grandcolas, 1994 — крайняя Западная Африка: Гвинея;
- Gyna incommoda Shelford, 1909 — Восточная Африка: Танзания, Кения, Сомали;
- Gyna jocosa Shelford, 1908 — Центральная Африка: Демократическая Республика Конго;
- Gyna kazungulana Giglio-Tos, 1907 — север Южной Африки: Замбия;
- Gyna laticosta (Walker, 1868) — Центральная и юг Западной Африки: Сьерра-Леоне, Камерун, Габон, ДР Конго, Ангола, остров Биоко;
- Gyna lineata Grandcolas, 1994 — юг Западной Африки: Берег Слоновой Кости;
- Gyna lurida Saussure, 1899 — Восточная Африка: Танзания, острова Занзибар;
- Gyna maculipennis (Schaum, 1853) — Центральная, южные части Западной и Восточной, и северная Южной Африки: Свазиленд, Мозамбик, Зимбабве, Танзания, Кения, Ангола, Сьерра-Леоне, Гана, Того, Бенин, Нигерия, Камерун, Сенегал, Гамбия, ДР Конго;
- Gyna munda Grandcolas, 1994 — крайняя Западная Африка: Гвинея;
- Gyna nigrifrons Bolívar, 1889 — северо-запад Южной Африки: Ангола;
- Gyna oblonga Borg, 1902 — Центральная и юг Западной Африки: Гвинея, Камерун, Нигерия, ДР Конго;
- Gyna pomposa Brunner von Wattenwyl, 1865 — Центральная Африка: Демократическая Республика Конго;
- Gyna scheitzae Hanitsch, 1950 — Демократическая Республика Конго;
- Gyna scripta Giglio-Tos, 1916 — крайняя Восточная Африка: Сомали;
- Gyna sculpturata Shelford, 1909 — Центральная и юг Западной Африки: Сьерра-Леоне, Того, Нигерия, Камерун, ДР Конго;
- Gyna scutelligera (Walker, 1868) — крайний запад Африки: Гамбия, Гвинея-Бисау;
- Gyna spurcata (Walker, 1868) — Центральная Африка: Камерун, Габон, ДР Конго, Ангола.